# 聯合号事件
聯合号事件（れんごうごうじけん）とは、2008年に尖閣諸島近海で台湾（中華民国）の船舶「聯合号」が、日本の海上保安庁の巡視船「こしき」と衝突し沈没した海難事故と日台関係が緊張した一連の出来事である。

## 事件の概略
聯合号（登録番号：CT3-5816）は台湾台北県を母港とする遊漁船で、16人が乗船し2008年6月10日深夜、尖閣諸島に向かっていた。尖閣諸島は中国の領土であると主張する、いわゆる保釣運動の活動家が、中国の領有権をアピールするために上陸するパフォーマンスを1996年頃から断続的に行っていた。このような活動は台湾、香港の活動家が行っていたが、時には中華民国が艦船を派遣することすらあった。
そのため、尖閣諸島を実効支配している日本は、尖閣諸島の領海にこのような中国船を侵入させないために警戒していた。海上警備中の海上保安庁の巡視船「こしき」は領海侵犯容疑でただちに追跡を開始した。日本側の見解によれば聯合号は小型船であることを利用してジグザグ航行による逃走をしていたが、聯合号が右方向に急転舵した際に「こしき」の左舷船首部が聯合号の右舷船橋付近に接触、午前4時38分に沈没した。なお、聯合号は自動操船であり逃走行為は行っていないと説明した上に、携帯電話で撮影した船上の動画を6月12日に報道機関に公開した。接触時に聯合号の乗員のうち2人が負傷した。
6月14日、石垣海上保安部は業務上過失往来危険罪容疑で聯合号船長（当時48歳）を、「こしき」の船長（当時58歳）を業務上過失往来危険及び業務上過失傷害容疑で那覇地裁石垣支部に書類送検した。そのため、日本側は双方の不注意による海難事故と見做していた。なお乗船していた16人のうち13人は事情聴取を終えた後に台湾のパトロール船「台中」が迎えに来て台湾へ帰還した他、船長ら3人は日本当局の取調べの後那覇市の那覇空港から空路帰還した。

## 台湾側の反応
6月12日、台湾の中華民国総統府は尖閣諸島が中華民国固有の領土であり、日本の艦船が（台湾の主張する）領海内で台湾の船を沈没させた上に、船長を不法に拘留しているとして、船長の早期釈放と沈没被害に対する賠償請求を行うとの声明を出した。
日本では、尖閣諸島問題を中華人民共和国が強硬に主張しているとの認識がある一方で、台湾は「親日」であるとの認識であったが、台湾当局も中華人民共和国と同様に公式に尖閣諸島の領有権を主張していた。このため台湾も「中華ナショナリズム」が台頭し「反日」に転じたとの見解もあった。
台湾では日本の事実上の在台大使館である財団法人交流協会に対して沈没事故を抗議するデモが行われた他、中華人民共和国も抗議声明を出した。また台湾当局も「事故原因を調査する」などとして海巡署所属の艦船「和星」、「台中」、「連江」を含む4隻を現場に派遣し、駐日代表を召還させる強硬措置をとった。
更に、国民党の劉兆玄行政院長も立法院の答弁で、立法委員の追及に応える形で「最終手段としての軍艦の派遣も排除できない」との見解を示し、軍事的手段の行使も有り得るとの考えを示した。一方、民主進歩党の林成蔚・国際事務部主任は「まず冷静に日本と協議すべきだ。代表召還の必要はなく、軍事問題に発展させるのは危険。主権問題を棚に上げて中国と握手しながら、日本には主権を過度に主張するのは筋が通らない」と両国間での協議による解決を主張した。
6月16日には尖閣諸島・魚釣島の西南西沖約22キロで台湾の民間船「全家福6号」と台湾の巡視船3隻が日本領海内に侵入。後に別の台湾側巡視船6隻も日本領海内に侵入し、民間船に乗船した反日活動家らが事故への抗議を行った。これを確認した海上保安庁の巡視船が拡声機や汽笛で領海外に出るよう警告。10隻は魚釣島に接近した後に引き返して日本領海外に出た。
この事態に対し、前述のように日本側が事故は偶発的なものであり、海上保安庁側にも事故過失を認めた上、6月20日に事故被害に対する賠償を行うことを約束したことから、事態が収拾した。なお「ジグザグ航行」はしていなかったということになっている。また、損害賠償として3000万円相当を支払うことで和解が成立している。